# 陳倫 (成化乙未進士)
陳倫（1435年—？），字攸敘，陝西鳳翔府岐山縣人，民籍，明朝政治人物。進士出身。

## 生平
早年出身國子生，陝西鄉試第六名。成化十一年（1475年）乙未科會試第一百八十八名，殿試登進士第三甲第二百零二名。

## 家族
曾祖父陳子綱。祖父陳仲良。父亲陳洪，曾任訓導。